# Котлер, Одед
Одед Котлер (ивр. עודד קוטלר‎; род. 5 мая 1937, Тель-Авив) — израильский режиссёр и актёр. Создатель ряда театральных трупп, один из организаторов театрального фестиваля в Акко, генеральный директор Международного фестиваля искусств в Иерусалиме. Лауреат Премии Израиля (2022); как актёр — лауреат приза за лучшую мужскую роль на Каннском кинофестивале (1967, за фильм «Три дня и ребёнок»).

## Биография
Родился в 1937 году в Тель-Авиве. В 14 лет организовал молодёжный театр «Клаим» («Кулисы»), где среди прочих играли будущие израильские актёры Одед Теоми и Гила Альмагор (юношеская любовь самого Котлера). Сам Котлер не только играл на сцене, но и ставил пьесы в «Клаим», а также играл в театре «Ха-Охель» (1955 год — в спектакле «Чай и сочувствие»).
С 1956 по 1959 год Котлер служил в ЦАХАЛе, где был членом армейского ансамбля. Он также занимался в эти годы в театральной студии П. Фрая. После демобилизации выступал в ансамбле «Бацаль ярок» («Зелёный лук»), созданном бывшими военнослужащими. В 1959 году на сцене театра «Камери» с успехом сыграл в постановке по комедии Шекспира «Двенадцатая ночь». В 1961 году поступил в Школу актёрского мастерства в Нью-Йорке, после окончания которой продолжал играть в театре «Камери», в том числе в главных ролях, из которых особенно успешной стала роль Войцека в одноименной пьесе Бюхнера. В 1962 году состоялся дебют Котлера как режиссёра «Камери» — им была поставлена пьеса Уэскера «И ко всему картошка». В эти годы Котлер также был одним из актёров радиосериалов, в том числе популярной серии «Семья Симхон».
В 1964 году Котлер и Амнон Мескин создали актёрскую студию, через два года преобразованную в театр «Бимат ха-сахканим» («Актёрская трибуна»), ставящий своей целью максимальную свободу самовыражения. В рамках этой доктрины Котлером в 1967 году был поставлен спектакль «История Урии» по пьесе Б. Галлая. Среди актёров студии была будущая вторая жена Котлера Лиора Ривлин. Когда в 1970 году труппа «Бимат ха-сахканим» влилась в состав Хайфского муниципального театра, Котлер стал художественным руководителем объединённой труппы, а с 1978 по 1980 год занимал должность генерального директора Хайфского театра. В период руководства Котлера театр уделял особое внимание национальному репертуару, осуществляя постановки произведений израильских авторов, в том числе молодых Иехошуа Соболя и Ханоха Левина.
С середины 1960-х годов Котлер играл в израильском кино. Среди прочих он снялся в фильмах «Семья Симхон» (1964), «Пески Беэр-Шевы» (1966), «Три дня и ребёнок» (1967, главная роль), «Каждый ублюдок король» (1968), «Мой Михаэль» (1975, главная роль), «Дело Виншеля» (1979). За роль в фильме «Три дня и ребёнок», где он играл молодого человека, нянчащего ребёнка своей бывшей возлюбленной, Котлер был удостоен приза лучшему исполнителю мужской роли на Каннском фестивале 1967 года, а также номинирован на «Золотой глобус» за лучший актёрский дебют.
С 1977 по 1987 год Одед Котлер возглавлял отдел драмы на израильском государственном телевидении, где, как и в Хайфском театре, поддерживал местных драматургов и сценаристов. В 1980 году он стал одним из основателей театрального фестиваля в Акко. В этом же году он создал в Тель-Авиве Центр театрального искусства «Неве-Цедек» и до 1984 года занимал место его руководителя. В этом качестве Котлер проявлял себя как радикальный новатор в области сценического искусства и критик социальных проблем Израиля, вплоть до того, что по следам его постановки «Патриот» по пьесе Ханоха Левина было возбуждено уголовное дело (формально на основании того, что она не была согласована с военной цензурой). Тем не менее, этот и другие скандалы не ухудшили репутацию Котлера как театрального деятеля, и в 1985 году он занял пост художественного директора Международного фестиваля искусств в Иерусалиме — крупнейшего фестиваля Израиля. Эту должность он занимал до 1990 года, за это время существенно расширив диапазон фестиваля.
В 1990—1998 годах Котлер снова занимал пост художественного директора Хайфского театра, продолжая постановки пьес израильских авторов и борясь с накопившимися долгами театра. В этот период он уделял большое внимание привлечению русскоязычных зрителей, в массовом порядке прибывших в Израиль в рамках большой алии начала 1990-х годов. Многие спектакли начиная с 1991 года шли с синхронным переводом на русский язык, осуществлялись постановки произведений русских драматургов; сам Котлер сыграл роль Астрова в спектакле 1996 года «Дядя Ваня» по пьесе Чехова.
Котлер также ставил спектакли в тель-авивских театрах «Габима» («Анна Вайс» Майка Каллена и «Юлий Цезарь» Шекспира, оба — 1998) и «Бейт-Лесин» («Искусство жизни» Ханоха Левина, 1999). В рамках сотрудничества Хайфского театра с киевским театром им. Леси Украинки Котлер и Синай Петер в 1997 году поставили в Киеве пьесу Эдны Мазии «Игры на заднем дворе». Котлер также сотрудничал с антверпенским Рамтеатром, где помимо «Игр на заднем дворе» ставил пьесы современных греческих драматургов. В 1985 году он выступил и как кинорежиссёр, сняв фильм «Роман с продолжением» с Хаимом Тополем в главной роли. В общей сложности уже к началу 2000-х годов Котлер сыграл более ста театральных ролей и поставил около 90 спектаклей. В первые годы XXI века он продолжал сниматься в телесериалах, в 2004—2005 годах сыграв в сериале «Дурнушка Эсти» (эта роль принесла ему номинацию на премию Израильской академии телевидения), а в 2010 году — в сериале «Хасамба, третье поколение».
Одед Котлер стоял у истоков Иерусалимского театра-студии. За постановку оперы «Смех крысы» (2005) он был удостоен ежегодной премии имени Йосефа Мило, присуждаемой театром «Камери» лучшему режиссёру. В том же году Котлер создал очередную театральную труппу в Гиватаиме, с которой поставил остросоциальный спектакль «Новый безработный». В 2011 году он был назначен художественным директором театра «Ансамбль Герцлия» и занимал эту должность до закрытия театра в 2013 году. В 2016 году вышла в свет его автобиография.

## Награды и премии
Театральная деятельность Одеда Котлера была отмечена многочисленными израильскими наградами. Помимо упомянутой выше премии имени Йосефа Мило он пять раз становился лауреатом театральной премии «Скрипка Давида», a в 1983 году был удостоен премии спикера кнессета. В 2006 году он получил премию имени Готлиба и Ханы Розенблюм в области сценического искусства, присуждаемую мэрией Тель-Авива, в 2007 году — Израильскую театральную премию за дело жизни, а в 2008 году аналогичную награду от Школы кино и телевидения Сэма Шпигеля.
В 2022 году удостоен Премии Израиля в области театрального и танцевального искусства.